# Lori Loughlin
Lori Anne Loughlin (Queens (New York), 28 juli 1964) is een Amerikaanse actrice, schrijfster en producent.

## Levensloop
Loughlin werd op elfjarige leeftijd model en begon te verschijnen in reclames in tijdschriften. Ze kreeg in 1980 op zestienjarige leeftijd een rol in de soapserie The Edge of Night. Hierin speelde ze gedurende drie jaar de rol van aankomend danseres Jody Travis.
In 1983 verliet Loughlin de serie nadat haar was aangeraden haar geluk te zoeken in de filmindustrie. Na rollen in verschillende films kreeg ze in 1988 de rol van Rebecca 'Becky' Donaldson in de sitcom Full House. Loughlin bleef haar rol spelen tot en met 1995, toen de serie werd beëindigd. Toen er op Full House een vervolg werd gemaakt (Fuller House) speelde ze hierin wederom (af en toe) mee als speciale gast. Na Full House speelde ze een seizoen in Hudson Street. Ze scheidde van haar man Michael Burns in 1996 en hertrouwde in 1997 met de modeontwerper Mossimo Giannulli. Op 16 september 1998 werd haar eerste dochter Isabella Giannulli geboren. Op 28 september 1999 werd haar tweede dochter Olivia Giannulli geboren. 
Na gastrollen in Suddenly Susan, Seinfeld, Spin City en The Drew Carey Show speelde ze in het seizoen 2004-2005 in het tienerdrama Summerland. Na een rol in de kortdurende televisieserie In Case of Emergency, speelde ze van 2008 tot 2013 de rol van Debbie Mills in de dramaserie 90210.
Op het Amerikaanse Hallmark Channel was Loughlin een bekend gezicht. Ze speelde vijf seizoenen lang van 2014 tot 2019 in de westerndrama When Calls the Heart de rol van Abigail Stanton. Loughlin had ook een hoofdrol in de detectiveserie Garage Sale Mystery, waarvan 15 afleveringen zijn opgenomen en uitgezonden.

### Omkoopschandaal
In maart 2019 raakte ze samen met haar man verwikkeld in een omkoopschandaal waarin coaches van Amerikaanse elite-universiteiten werden omgekocht door rijke ouders. Ze betaalde smeergeld om haar kinderen aan te merken als sporttalent, zodat ze als atleet (wat ze niet waren) werden toegelaten op de University of Southern California zonder aan de toelatingseisen te hoeven voldoen. Bedrijven, waaronder Hallmark, stopten per direct de samenwerking met Loughlin en haar dochter Olivia Jade. Haar beide dochters verlieten vrijwillig de universiteit, naar eigen zeggen uit angst voor pesterijen.
In augustus 2020 werd Loughlin vanwege deze smeergeldaffaire veroordeeld tot een gevangenisstraf van twee maanden plus $150.000 boete. Haar echtgenoot Giannulli kreeg vijf maanden cel en een boete van $250.000.

### Verdere carrière
Loughlin zette haar carrière na het schandaal verder op de Amerikaanse televisiezender Great American Family. Ze verscheen in een kerstaflevering van When Hope Calls en speelde in 2023 de hoofdrol in de films Fall Into Winter en A Christmas Blessing.